# Italia in diretta
Italia in diretta (precedentemente chiamato Buon pomeriggio Italia! dal 2011 al 2013) è stato uno spin-off del programma televisivo italiano La vita in diretta in onda su Rai 1.

## Il programma
Buon pomeriggio Italia!, diretto da Daniel Toaff e condotto da Mara Venier e Marco Liorni, precedeva La vita in diretta con ospiti, opinionisti e gente comune che ha una storia da raccontare e aggiornamenti puntuali sui temi dell'attualità con la presenza di inviati in esterna in diretta per ogni argomento trattato. 

### Italia in diretta
Nel 2013 il programma cambia nome in Italia in diretta e la formula della trasmissione viene adeguata alla trasmissione madre, senza particolari differenze tra le due trasmissioni, e viene condotto da Paola Perego e Franco Di Mare nella stagione 2013-2014, poi sostituiti da Cristina Parodi e Marco Liorni nella stagione 2014-2015. Nella stagione 2015-2016 il nome Italia in diretta viene rimosso e la prima parte della trasmissione prende il nome della trasmissione madre, La vita in diretta.

## Edizioni
| Edizione | Anno      | Titolo                  | Conduzione      | Conduzione   | Rete  | Studio                                              |
| -------- | --------- | ----------------------- | --------------- | ------------ | ----- | --------------------------------------------------- |
| 1        | 2011-2012 | Buon pomeriggio Italia! | Mara Venier     | Marco Liorni | Rai 1 | Studio 3 Centro Produzione Rai di Via Teulada, Roma |
| 2        | 2012-2013 | Buon pomeriggio Italia! | Mara Venier     | Marco Liorni | Rai 1 | Studio 3 Centro Produzione Rai di Via Teulada, Roma |
| 3        | 2013-2014 | Italia in diretta       | Franco Di Mare  | Paola Perego | Rai 1 | Studio 3 Centro Produzione Rai di Via Teulada, Roma |
| 4        | 2014-2015 | Italia in diretta       | Cristina Parodi | Marco Liorni | Rai 1 | Studio 3 Centro Produzione Rai di Via Teulada, Roma |

## Ascolti
| Edizione | Anno      | Orario      | Telespettatori | Share  |
| -------- | --------- | ----------- | -------------- | ------ |
| 1        | 2011-2012 | 15:15-16:20 | 2 283 000      | 19,94% |
| 2        | 2012-2013 | 15:15-16:20 | 2 156 000      | 19,21% |
| 3        | 2013-2014 | 15:20-16:50 | –              | –      |
| 4        | 2014-2015 | 16:00-16:25 | 1 637 000      | 14,02% |